# ヨーロッパビーバー
ヨーロッパビーバー（学名：Castor fiber）は、哺乳綱齧歯目ビーバー科ビーバー属に分類される齧歯類。ビーバー属の模式種。

## 分布
カザフスタン、中華人民共和国、ドイツ、ノルウェー南部、フランス、ベラルーシ、モンゴル国南西部、ルクセンブルク、ロシア。トルコ、ポルトガル、モルドバでは絶滅。イギリス、イタリア、ウクライナ、エストニア、オーストリア、オランダ、クロアチア、スイス、スウェーデン、スペイン、スロバキア、スロベニア、セルビア、ハンガリー、フィンランド、ベルギー、ポーランド、モンテネグロ、ラトビア、ルーマニアに再導入。
模式標本の産地（基準産地・タイプ産地・模式産地）は、スウェーデン。

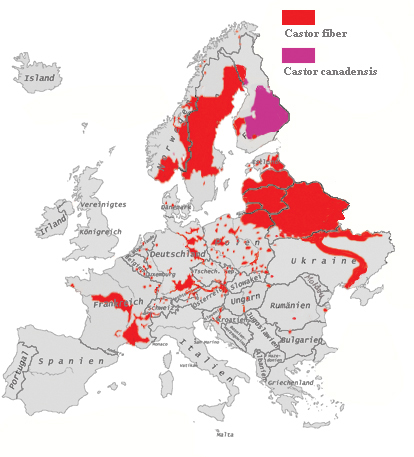
2001年時点でのヨーロッパにおけるビーバーの分布。赤色はヨーロッパビーバー、紫色はフィンランドに導入されたアメリカビーバーの生息域を示す。2009年、ヨーロッパビーバーがイギリスにも導入されている。

ユーラシア大陸に広範に分布したが、大半の地域では20世紀までに絶滅している。個体群が残存した地域は、テレマルク（ノルウェー）、ローヌ川下流域（フランス）、エルベ川中流域（ドイツ）、ドニエプル川・ネマン川流域（ベラルーシ・ウクライナ・ロシア）、ヴォロネジ川（ロシア）、コンダ川（ロシア）、エニセイ川上流・アザス川（ロシア）、ブルガン川（新疆・モンゴル）の8ヶ所である。
ヨーロッパのうち、2011年の時点ではモルドバ・ポルトガルには導入はされていない。アジアではトルコにも20世紀まで生息していた可能性があるが、既に絶滅したと考えられている。
ギリシャでは、イピロス地方の化石から最終氷期にヨーロッパビーバーが生息していたことが分かっている。完新世には、エヴロス地方沿岸の新石器時代の化石、プトレマイダ盆地の新石器から青銅器時代の化石、ペロポネソス半島北東部のヘラディック文化初期の時代の化石などが見つかっている。ブルガリアでは、化石・半化石と更新世以後の遺骸が、南部のストルマ川・マリツァ川から北部のドナウ川に至るブルガリア低地の河川沿い43ヶ所で見つかっている。

## 形態
ヨーロッパビーバーは、現存する齧歯類の中で最大の種の一つであり、ユーラシア原産の齧歯類としては最大である。体重は約11～30kg、体長は80〜100cmで、25〜50cmの長い尾をもつ。ノルウェーでは、オスの成獣は平均21.5kg、メスは平均23.1kgと報告されている。報告されている平均体重からは、南米のカピバラに次ぐ世界で2番目に重い齧歯類と考えられ、アメリカビーバーよりもわずかに大きい。記録された最大体重の標本は31.7kgであるが、例外的に40kgを超えるものもある。

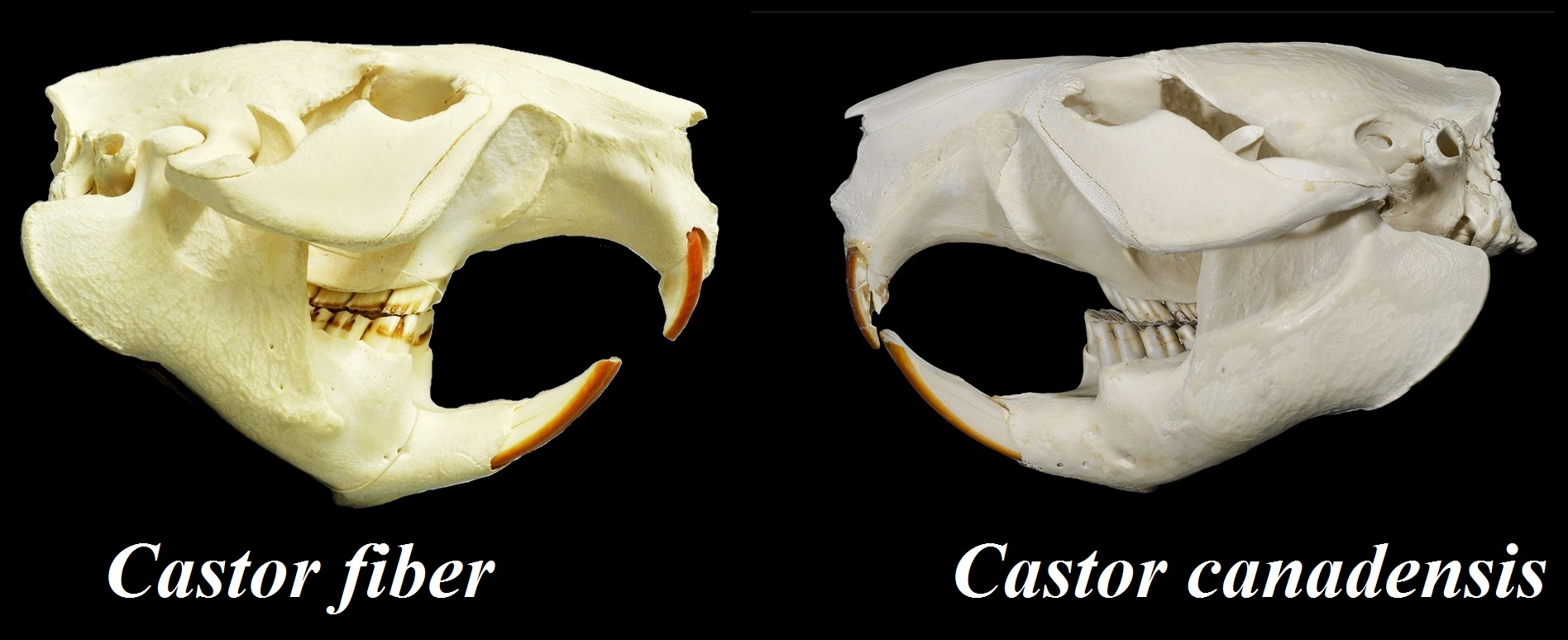
ヨーロッパビーバー（左）とアメリカビーバー（右）の頭蓋骨

ヨーロッパビーバーとアメリカビーバーは外見上よく似ているが、いくつかの違いがある。中でも特に重要なのは染色体の本数であり、アメリカビーバーは40本の染色体を持つのに対し、ヨーロッパビーバーは48本である。この2つの種は交配不能である。ロシアでは27回にわたる両種の交配が試みられたが、オスのアメリカビーバーとメスのヨーロッパビーバーのペアから1度の死産が確認されたのみで失敗に終わった。
ヨーロッパビーバーの保護毛は、先端の中空の髄質が長い。また、毛色の出現頻度にも違いがあり、ヨーロッパビーバー全体の66％がベージュまたは淡茶色の毛皮で、20％が赤褐色、約8％が茶色、4％が黒色の毛皮であるのに対し、アメリカビーバーでは50％が淡褐色、25％が赤褐色、20％が茶色、6％が黒色である。ヨーロッパビーバーの毛色は地域によって異なり、例えばベラルーシでは淡い栗色が支配的で、ロシアのソジ川流域では黒褐色が優勢だが、ヴォロネジ保護区では茶褐色と黒褐色の両方が見られる。
ヨーロッパビーバーは頭蓋骨が大きく、丸みが少ない。鼻口部は長く幅が狭い。鼻骨が長く、アメリカビーバーの場合は鼻骨の最も広い点が鼻の中心部にあるのに対し、ヨーロッパビーバーは鼻の先端にある。アメリカビーバーの鼻孔が四角形であるのに対し、ヨーロッパビーバーのそれは三角形である。また、ヨーロッパビーバーの大後頭孔は丸みを帯びているが、アメリカビーバーの大後頭孔は三角形である。
楕円形に近いアメリカビーバーの尾に比べヨーロッパビーバーの尾は狭く細長い。アメリカビーバーより足の脛骨が短く、二足歩行を得意としない。ヨーロッパビーバーの肛門腺はアメリカビーバーより大きく、薄肉で内部容積が大きい。

## 生態
草食動物であり、餌とする植物種の対象と割合は、季節、生息条件、種の育生状況などによって異なる。夏には草本類、樹木や低木の葉を好んで食べ、成長期でない時期には、樹皮、小枝、水草などを食べる。ビーバーの餌となる樹種は86種、草本は149種が報告されている。好んで食べる樹種はヤマナラシ・ヤナギ類・セイヨウトネリコなどである。
ヨーロッパビーバーは年に1度繁殖を行う。発情期はわずか12〜24時間、12月下旬と5月の間に迎えるが、ピークは1月である。他のほとんどの齧歯類とは異なり、ビーバーのつがいは、複数の繁殖期にわたってともに暮らす一夫一婦制をとる。妊娠は平均107日間で、1出産あたり2〜6匹、平均して3匹の子を産む。ほとんどのビーバーは3歳になるまで繁殖しないが、2歳のメスの約20％が出産する:80。アメリカビーバーに比べると、平均的な子供の数は少ない傾向にある:6。
ヨーロッパビーバーはキーストーン種であり、生息域の生態系の維持に貢献している。ビーバーの作る湿地は、ミズハタネズミ・ユーラシアカワウソ・ミズトガリネズミの生息地となっている。水辺の樹木や灌木を刈り取ることで、密生した低木の生育を促進し、鳥や他の動物のための茂みをつくり出している。さらに、ビーバーのダムは土砂を堰き止めて水質を改善し、地下水位を上げ、マスやサケの避難地や採餌地を増やす働きもある。また、森に空隙をつくることでヒナコウモリの移動を助け、その個体数や多様性の増大に寄与しているとも考えられている。
天敵としてオオヤマネコ・オオカミ・ヒグマ・クズリがいる。

## 分類
毛皮の色と頭蓋骨の形態に基づく微細な違いに基づいており、亜種の識別に堪えるものではない。2005年に行われたヨーロッパビーバーのミトコンドリアDNAの分析からは、西・中央ヨーロッパとオーデル川・ヴィスワ川以東地域の2つのESU（進化的に重要な単位）のみが確認された。東欧の系統群はより多様性が大きいものの、亜種分化を認めるに十分な程度は下回っている。
イラク・イラン・シリア・トルコでは、ビーバーの半化石がチグリス川・ユーフラテス川流域の氾濫原にまで広がっており、またシリア北部のハブール川沿岸のテル・ハラフ遺跡には、ビーバーについて記述した紀元前1000～800年の石碑が残っている。

## 人間との関係
20世紀初頭に湿地開発による生息地の破壊、毛皮や食用・分泌物目的の乱獲により激減した。2016年の時点でヨーロッパでは保護対策や再導入が進められたことにより、生息数は増加傾向にある。一方で交通事故や、フィンランドやロシア北西部などの一部地域では人為的に移入されたアメリカビーバーとの競合による影響が懸念されている。後者については本種とアメリカビーバーは交配しないとされること、フランスなどでは本種との競合によりアメリカビーバーの移入個体群が消滅したことから大きな影響はないとする説もある。アジアでは個体群が小さく絶滅のおそれがあり、中華人民共和国では木炭採取や過放牧による生息地の破壊による影響が懸念されている。モンゴルでは毛皮用や食用・分泌物目的の狩猟、水質汚染、中華人民共和国での水力ダム建設などによる影響が懸念されている。
紀元前4世紀にアリストテレスは『動物誌』においてΛάταξ（Latax）の名でビーバーについて記述している。彼によれば、この動物はカワウソよりも幅広で、歯が頑丈で、夜な夜な川の土手に出てきてはこの歯を使って木を切り倒すという。『イラン百科事典』によると、初期のイランのアヴェスター語とパフラヴィー語、そして後のイスラムの文献では、いずれもカワウソとビーバーには異なる言葉が当てられており、海狸香は珍重されていたという。ビーバーやカワウソはゾロアスター教にとっては特別に神聖な存在であり、これらを殺すことは禁じられていた。
19世紀のヨーロッパの中東旅行記では、ビーバーとカワウソを混同していたと考えられるが、20世紀にトルコ南部のセイハン川流域を訪れたハンス・クンマーレーヴェによるビーバーの報告には、赤い切歯、扁平なうろこ状の尾、齧られたヤナギの茎のあることが書かれている。19世紀イランの著名なオランダ人医師ヨハネス・ルドウェイク・シュリマーは、チグリス川とユーフラテス川の合流点の下、シューシュタルとデズフル両県のシャットゥルアラブ川のほとりに少数のビーバーがいると報告している。
ヨーロッパビーバーは、薬効があるとされた海狸香と暖かい毛皮を求めて古くから捕獲の対象となった。15世紀にはロシア・北部スカンジナビア・中央アジアは毛皮交易の主要な供給地として栄えた。乱獲のために激減したのは17世紀以降であり、ヨーロッパ人が北米植民地を築いた時期と軌を一にしている。オースティン・レヤードは1850年代にシリアのカブール川を訪れた際にビーバーを発見したことを報告し、ビーバーが乱獲により急速に絶滅の危機に瀕していると指摘している。ビーバーが町名の由来になったとされるギリシャ北部のカストリアには18世紀までビーバーの報告があり、19世紀には、ペロポネソス半島のアルフィオス川とメソロンギにもビーバーがまだ生息していた。20世紀初頭には、ユーラシア全土でわずか8個体群、1,200頭まで減少したと推定されている。
ヨーロッパ諸国の多くではビーバーは20世紀までに絶滅したが、再導入と保護プログラムが功を奏し、2003年には約63万9000頭まで回復した。ウラル山脈の東側では、19世紀には300頭程度の個体数が残存していたと考えられる。生存の要因としては、個体数が3頭からでも回復できるだけの十分な遺伝的多様性を保持していたことや、一夫一婦制で、自分とは遺伝的に異なる相手を選ぶことなどが挙げられる。ヨーロッパビーバーの約83％は再導入により旧ソ連諸国に生息している。
スペインでは、2003年頃に非政府組織による再導入の結果、アラゴン川の下流域とスペインのアラゴン州のエブロ川沿岸の60kmにわたる区間で、はっきりとしたビーバーの痕跡が記録されている。
フランスでは、ヨーロッパビーバーは19世紀後半までにほぼ絶滅し、ローヌ川下流域に100頭ほどの少数の個体群が残存していた。1968年の保護措置と26回の再導入プロジェクトにより、ローヌ川をはじめ、ロワール川、ソーヌ川、モーゼル川、タルン川、セーヌ川など、フランス国内の他の河川系に再定着した。2011年には、10,500kmの水域に沿って14,000頭のビーバーが生息していると推定されている。
ドイツでは、19世紀末にはザクセン州・ザクセン＝アンハルト州・ブランデンブルク州のエルベ川流域に約200頭のヨーロッパビーバーが生息していた。2016年には、ビーバーの数はドイツ全土で25,000頭に達し、各地の都市部にもしばしば出現している。生息数が最も多いのはドイツ東部のエルベ川から繁殖した約6,000頭の個体群と、バイエルン州のドナウ川とその支流に棲む個体群である。1966年に開始された再定着プログラムの結果、バイエルン州には推定約14,000頭が分布している。
スイスでは、ヨーロッパビーバーは乱獲により19世紀初頭に絶滅した。1955年から1977年にかけて、フランス・ロシア・ノルウェーから持ち込まれたビーバー141頭がローヌ川・ライン川流域に移入された。
オランダでもビーバーは19世紀に絶滅したが、1988年に再導入が図られた。ビースボッシュ国立公園に導入されたのち、瞬く間に拡散し、今日ではビースボッシュのほか、リンブルフ州のマース川流域とゲルデルセ・ポールトとオーストバールデルスプラッセンなどその周辺でも見られる。2012年、個体数は約600頭と推定され、20年以内に7000頭に増えると考えられている。オランダの哺乳類協会と水管理委員会は、これにより河川の堤防が脅かされることを懸念している。最大の問題は、ビーバーがマスクラットやヌートリアのように、堤防に通路や穴を掘って、その安定性を損なうことである。事態が手に負えなくなると、リンブルフ州当局が危惧するように、ビーバーが再び駆除されてしまう恐れもある。
2014年時点で、ポーランドには100,000頭のビーバーが生息しており、現在も増加し続けている。2010年5～6月の大洪水の際、ポーランド中部・コニンの地元当局はビーバーにその原因があるとして150頭のビーバーの駆除を要請した。
ルーマニアではビーバーは1824年に絶滅したが、1998年にオルト川沿岸に再導入され、コヴァスナ県の他の河川に広がった。2014年には、ドナウ・デルタまで拡散したことが確認された。
旧ソ連諸国では、1927年から2004年にかけておよそ17,000頭のビーバーが移入された。うち12,000頭はロシア、その他ウクライナ・ベラルーシ・バルト三国・カザフスタンなどである。
近年ユーラシア大陸でビーバーの個体数が急増しているため、人間とビーバーの遭遇率が高くなっている。2013年5月には、ベラルーシの漁師がビーバーに数回噛まれ、足の動脈を損傷して出血死した事故も起こっている。
デンマークでは、ヨーロッパビーバーは紀元1000年ごろ絶滅している。1999年に、ヨーロッパビーバー18頭がエルベ川水系のフルナ川に放たれたのち、2003年までに3倍の個体数となり、川全体に広がった。2009年時点で、139頭に上ると推計されている。シェラン島北部では2009～2011年に23頭のビーバーが導入された。
スウェーデンでは、ヨーロッパビーバーは1870年ごろ絶滅した。1922～1939年、80頭がノルウェーから国内各地の19ヶ所に移入された。ノルウェーでは1968年から1969年にかけて、ソール・トロンデラーグ県のアグデネス半島にあるイングダルセルヴァ川流域に再導入された。この地域は丘陵・山岳地帯で、小流域河川が多い。ビーバーが生息するには流域の大部分が急峻すぎるため、適切な生息地は散在しており、1つの生息地に2つ以上の縄張りが存在することは稀である。ビーバーが生息地を転々としている痕跡が広く見られる一方ものの、分水嶺が多いために拡散が遅れていた。流域内の適地にはすみやかに定着した。フィヨルドで守られた海水面を通って移動したと仮定しなければ説明できない拡散過程も見られる。
フィンランドでは1868年にビーバーが絶滅したのち、1930年代に再導入が行われた。17～19頭のビーバーがノルウェーから持ち込まれたが、7頭のアメリカビーバーも移植された。その当時、両種の区別がはっきりと知られていなかったためである。結果として、フィンランド国内に2種のビーバーが共存する形となり、一部の地域では生息域が近接し、アメリカビーバーによる侵襲も懸念されている。

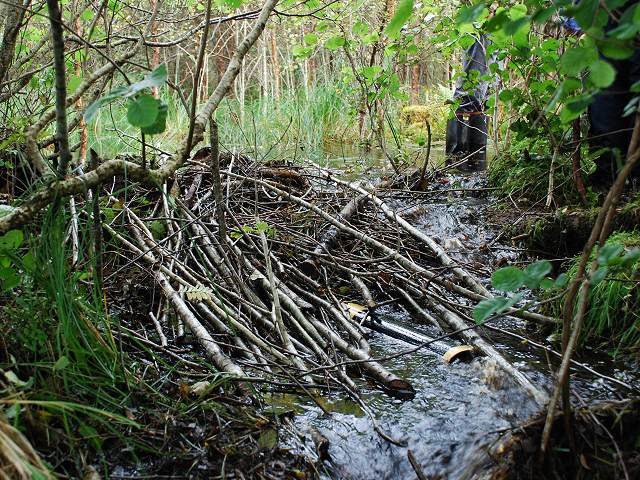
スコットランドのビーバーのダム

ヨーロッパビーバーはイギリスでは16世紀に絶滅した。イングランドのビーバーに関する最後の記述は1526年に遡る。起源不詳のヨーロッパビーバーの個体群が、2008年以来、イングランド南西部のデヴォンのオッター川に姿を見せている。2016年には遺伝的多様性を高めるために、さらに1組が移殖された。科学研究の一環として、2011年にはデヴォン州南部のダートムーア付近にヨーロッパビーバーのつがいが導入された。現在作られている13ヶ所のビーバーのダムは、通常数時間で流れる降水を数日～数週間にわたって放水している。
スコットランドのテイ川とナップデール地方にも、ビーバーの個体群が存在する。ナップデールの個体群はスコットランド・ワイルドライフ・トラストとスコットランド王立動物学協会によって放流されたが、他の個体群は起源が不明である。アーガイル州のナップデールの森では、2009年から2014年にかけて16頭のビーバーが放流された。2016年、スコットランド政府は、ナップデールとテイサイドのビーバーの個体群の維持・自然拡大に成功したと宣言した。これはイギリスで野生哺乳類の再導入に成功した初の事例である。2019年には、イースト・アングリアで初めてビーバーのつがいが再導入された。
中国・モンゴル国境近くのブルガン川流域にも少数の集団が生息している。個体数はモンゴルでは150頭程度、中国では500～700頭が推定されている。中国では1980年にビーバー保護のためにブルガン川ビーバー自然保護区が設立された。中国では地元政府と民間公益団体が保護に力を入れており、最新の統計では、中国のビーバーの生息数は510頭と報告されている。モンゴルでは密猟により1990年代以来急激に数を減らしている一方、2012年には、ドイツとロシアから44頭の個体を導入している。